# Эль-Мафаалани, Аладин
Аладин Эль-Мафаалани (нем. Aladin El-Mafaalani, род. 1978, Даттельн, Северный Рейн-Вестфалия, Германия) — немецкий социолог и университетский преподаватель сирийского происхождения. С 2013 по 2018 год был профессором политологии и политической социологии в университете прикладных наук Мюнстера. С 2019 года является заведующим кафедры педагогических наук с акцентом на обучение в миграционном обществе в Оснабрюкском университете.

## Биография
Аладин Эль-Мафаалани родился и вырос в Германии в семье сирийцев. Изучал экономику, политологию и педагогику, а также эргономику в Рурском университете. Там же получил докторскую степень по основному предмету социологии. С 2007 по 2013 год он был учителем в школе, а также преподавателем в нескольких вузах, в том числе в Дортмундском университете, Рурском университете и Оснабрюкском университете прикладных наук. С 2013 по 2018 год был профессором политологии и политической социологии в университете прикладных наук Мюнстера и был одним из основателей и членов правления Института общества и цифровых технологий (GUD). С 2018 по 2019 год Аладин был главой департамента в министерстве по делам детей, семьи, беженцев и интеграции в Дюссельдорфе и координировал интеграционную политику в Северном Рейне-Вестфалии. С июля 2019 года является профессором и заведующим кафедры «Педагогика с акцентом на обучение в миграционном социуме» в Оснабрюкском университете. В то же время он является добровольным уполномоченным министерства интеграции по вопросам мусульман.
Он является членом совета по миграции, сети исследования беженцев, совета раздела «Образование и воспитание», а также совета Немецкой социологической ассоциации. Работа Эль-Мафаалани в области образования, миграции и урбанистики была отмечена несколькими наградами, в том числе премией Аугсбурга за межкультурные исследования, премией немецких исследований Фонда Кёрбера, премией за диссертацию Института культурологии в Эссене и Лиссабонской премией.
Эль-Мафаалани участвовал в крупных мероприятиях, таких как Arsch huh, Zäng ussenander, Birlikte, Deutschen Evangelischen Kirchentag и Haldern Pop Festival. Он также публично высказывается по социальным и политическим вопросам, в том числе по политике в области образования, иммиграции, политике в отношении беженцев, радикализации и дискриминации.

## Публикации
- Ohne Schulabschluss und Ausbildungsplatz. Konzeptentwicklung und Prozesssteuerung in der beruflichen Benachteiligtenförderung (2010)
- BildungsaufsteigerInnen aus benachteiligten Milieus. Habitustransformation und soziale Mobilität bei Einheimischen und Türkeistämmigen (2012)
- Vom Arbeiterkind zum Akademiker. Über die Mühen des Aufstiegs durch Bildung (2014)
- Auf die Adresse kommt es an. Segregierte Stadtteile als Problem- und Möglichkeitsräume begreifen (2015, в соавторстве)
- Ansätze und Erfahrungen der Präventions- und Deradikalisierungsarbeit (2016, в соавторстве)
- Muslimische Kinder und Jugendliche in Deutschland. Lebenswelten, Denkmuster, Herausforderungen (2017, в соавторстве)
- Handbuch Diskriminierung (2017, в соавторстве)
- Das Integrationsparadox: Warum gelungene Integration zu mehr Konflikten führt (2018)
- Mythos Bildung: Die ungerechte Gesellschaft, ihr Bildungssystem und seine Zukunft (2020)

### Переведённые на русский
- Парадокс интеграции: Почему успешная адаптация мигрантов приводит к новым конфликтам (2020)[15]